# Nestoplja vas
Nestoplja vas je naselje u slovenskoj Općini Semiču. Nestoplja vas se nalazi u pokrajini Dolenjskoj i statističkoj regiji Donjoposavskoj regiji. 

## Stanovništvo
Prema popisu stanovništva iz 2002. godine naselje je imalo 21 stanovnika.